# Liste der Biografien/Uz
Liste der Biografien |
Portal Biografien |
Personensuche
# |
A |
B |
C |
D |
E |
F |
G |
H |
I |
J |
K |
L |
M |
N |
O |
P |
Q |
R |
S |
T |
U |
V |
W |
X |
Y |
Z |
?
 
Ua |
Ub |
Uc |
Ud |
Ue |
Uf |
Ug |
Uh |
Ui |
Uj |
Uk |
Ul |
Um |
Un |
Uo |
Up |
Uq |
Ur |
Us |
Ut |
Uu |
Uv |
Uw |
Ux |
Uy |
Uz
Die Liste der Biografien führt alle Personen auf, die in der deutschsprachigen Wikipedia einen Artikel haben. Dieses ist eine Teilliste mit 86 Einträgen von Personen, deren Namen mit den Buchstaben „Uz“ beginnt.

## Uz
- Uz, Johann Peter (1720–1796), deutscher Dichter
- Uz, Laura de la (* 1970), kubanische Theater-, Kino- und Fernsehschauspielerin

### Uza
- Užák, Matúš (* 1981), slowakischer Shorttracker
- Uzal, Héctor († 2014), argentinischer Fußballspieler
- Uzan, Aharon (1924–2007), israelischer Politiker, Minister
- Uzan, Cem (* 1960), türkischer Medienunternehmer und PolitikerCem Uzan (* 1960)

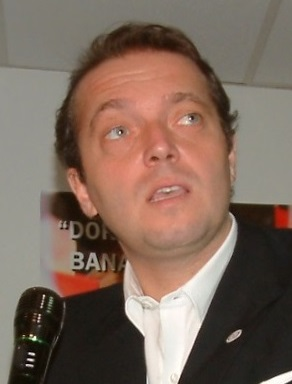
Cem Uzan (* 1960)

- Uzan, Hakan (* 1967), türkischer Unternehmer
- Uzan, Jean-Philippe (* 1969), französischer Physiker
- Uzan, Tugay (* 1994), deutsch-türkischer Fußballspieler
- Uzanne, Octave (1851–1931), französischer Schriftsteller, Bibliophiler und Verleger
- Uzarewicz, Charlotte (* 1956), deutsche Pflegewissenschaftlerin
- Uzari (* 1991), belarussischer Sänger
- Uzarski, Adolf (1885–1970), deutscher Schriftsteller, Maler und Grafiker
- Uzawa, Hirofumi (1928–2014), japanischer Wirtschaftswissenschaftler
- Uzawa, Towa (* 2002), japanischer Sprinter

### Uzc
- Uzcátegui, Aymet (* 1995), venezolanische Tennisspielerin
- Uzcategui, Jose (* 1990), venezolanischer Boxer im Supermittelgewicht, WBO-Latino-Champion
- Uzcudun, Paulino (1899–1985), spanischer Schwergewichtsboxer

### Uzd
- Uždavinys, Ignacas Stasys (1935–2023), litauischer Mathematiker und Politiker

### Uze
- Uzel, Erbil (* 1974), türkischer Fußballspieler und -trainer
- Uzelac, Emil (1867–1954), österreichischer Offizier, Luftwaffenleiter
- Uzelac, Franko (* 1994), kroatischer Fußballspieler
- Uzelac, Milan (* 1950), serbischer Philosoph, Schriftsteller, Dichter, Doktor der Wissenschaften und Professor für Ontologie und Ästhetik
- Uzelac, Slobodan (* 1947), kroatischer Politiker
- Uzer, Hasan Tahsin (1878–1939), osmanischer Bürokrat und türkischer Politiker
- Uzerli, Meryem (* 1983), deutsch-türkische Schauspielerin
- Uzeyman, Anisia (* 1975), französisch-ruandische Schauspielerin und Regisseurin

### Uzi
- Uzi (* 1985), deutsch-polnischer Rapper
- Uzi (* 1998), türkischer Rapper
- Uziel, Ben Zion (1880–1953), israelischer Oberrabbiner
- Uziel, Isaac († 1622), sefardischer Rabbi in Amsterdam
- Uziel, Oren, Drehbuchautor, Filmproduzent und Regisseur
- Uzielli, Lazzaro (1861–1943), italienischer Pianist
- Uzijew, Riswan Raschitowitsch (* 1988), russischer Fußballspieler
- Uzinić, Mate (* 1967), kroatischer Geistlicher und römisch-katholischer Erzbischof von Rijeka

### Uzk
- Uzkınay, Fuat (1888–1956), türkischer Kameramann und Regisseur
- Užkuraitis, Darius (* 1966), litauischer Musikwissenschaftler

### Uzl
- Užlytė, Zita (* 1980), litauische Politikerin, Mitglied des Seimas

### Uzm
- Uzman, Müjde (* 1984), türkische Schauspielerin

### Uzn
- Uznański-Wiśniewski, Sławosz (* 1984), polnischer Ingenieur und RaumfahrerSławosz Uznański-Wiśniewski (* 1984)

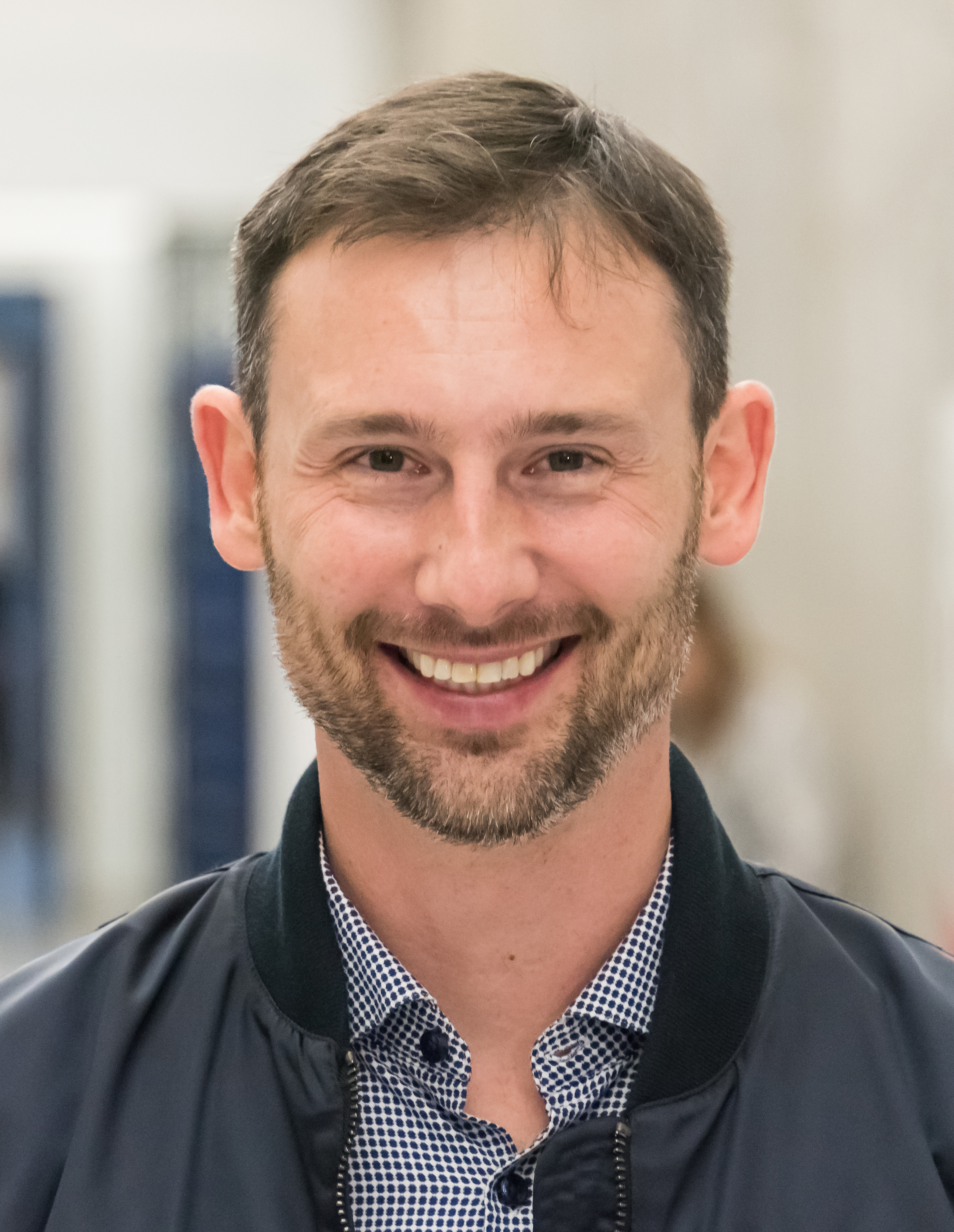
Sławosz Uznański-Wiśniewski (* 1984)

- Užnik, Nicolai (* 2000), österreichischer Sportkletterer

### Uzo
- Uzochukwu, David (* 1998), österreichisch-nigerianischer Regisseur und Fotograf
- Uzochukwu, Emmanuel Ikechukwu (* 1998), nigerianischer Fußballspieler
- Uzoenyi, Ejike (* 1988), nigerianischer Fußballspieler
- Uzoho, Francis (* 1998), nigerianischer Fußballtorwart
- Uzoka, Chima (* 1998), philippinischer Fußballspieler
- Uzoma, Eke (* 1989), nigerianischer Fußballspieler
- Uzoma, Inka (1947–2016), deutsche Bildhauerin und Maskenbildnerin
- Uzomah, C. J. (* 1993), US-amerikanischer American-Football-Spieler
- Uzor, Charles (* 1961), nigerianischer Komponist
- Uzorinac, Zdenko (1929–2005), jugoslawischer Tischtennisspieler und -journalist
- Uzoukwu, Martin Igwe (* 1950), nigerianischer Geistlicher, Bischof von Minna

### Uzu
- Uzulis, André (* 1965), deutscher Journalist, Historiker und Buchautor
- Üzülmez, İbrahim (* 1974), türkischer Fußballspieler
- Üzüm, Fıratcan (* 1999), türkischer Fußballspieler
- Üzüm, İsmail Can (* 1995), türkischer Fußballspieler
- Uzum, Paul (* 1911), polnisch-rumänischer Maler
- Uzumaki, Kaze (* 1988), deutscher Schauspieler und Synchronsprecher sowie Dialogbuchautor und DialogregisseurKaze Uzumaki (* 1988)

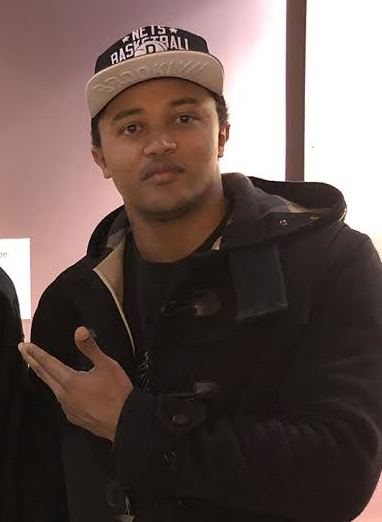
Kaze Uzumaki (* 1988)

- Üzümcü, Ahmet (* 1951), türkischer Karrierediplomat
- Üzümcü, Ayhan Tuna (* 1982), türkischer Fußballspieler
- Üzümoğlu, Cem Yiğit (* 1994), türkischer Schauspieler
- Uzun, Aslı Melisa (* 1995), türkische Schauspielerin und Model
- Uzun, Can (* 2005), türkisch-deutscher Fußballspieler
- Uzun, Ecem (* 1992), türkische Schauspielerin und Synchronsprecherin
- Uzun, Eralp (1981–2013), deutscher Schauspieler
- Uzun, Habib (* 1992), türkischer Fußballspieler
- Uzun, Mehmed (1953–2007), kurdischer Schriftsteller
- Uzun, Piraye (* 1949), türkische Schauspielerin und Model
- Uzun, Şaban (* 1987), deutscher Fußballtrainer
- Uzun, Sinan (* 1990), türkischer Fußballspieler
- Uzun, Şoray (* 1967), türkischer Schauspieler, Drehbuchautor, Regisseur und Sänger
- Uzun, Turgay (* 1974), türkischer Boxsportler
- Uzundag, Yusuf (* 1971), deutscher Politiker (Bündnis 90/Die Grünen), Mitglied der Hamburgischen Bürgerschaft
- Uzunel, Uğur (* 1988), türkischer Schauspieler
- Uzuner, Ali Rıza (1926–2013), türkischer Politiker, Abgeordneter und Minister
- Uzungüney, Ebru (* 1997), türkische Fußballspielerin
- Uzunhan, Emrecan (* 2001), türkischer Fußballspieler
- Uzuni, Myrto (* 1995), albanischer Fußballspieler
- Uzunlar, Servet (* 1989), australische Fußballspielerin
- Uzunoğlu, Taylan (* 1982), türkischer Fußballspieler
- Uzunoğlu, Yekta (* 1953), türkisch-deutscher Übersetzer
- Uzunović, Nikola (1873–1954), serbischer Politiker und Premierminister von Jugoslawien
- Uzuri, Imani, amerikanische Sängerin, Komponistin und Liedtexterin

### Uzy
- Użycki, Józef (1932–2022), polnischer Generalleutnant und Politiker, Mitglied des Sejm

### Uzz
- Uzzano, Niccolò da (1359–1431), italienischer Politiker in der Republik Florenz
- Uzzle, Burk (* 1938), US-amerikanischer Fotograf